# Lee De Forest
Lee De Forest (ur. 26 sierpnia 1873 w Council Bluffs, zm. 30 czerwca 1961 w Los Angeles) – amerykański radiotechnik i wynalazca.
W 1906 roku zbudował lampę elektronową – triodę, co umożliwiło rozwój m.in. radia, telewizji, radaru oraz komputera. Opracował metodę optycznego zapisywania dźwięku na taśmie filmowej (metoda Photion). Uzyskał ponad 300 patentów, ale niewiele z nich odniosło sukces.

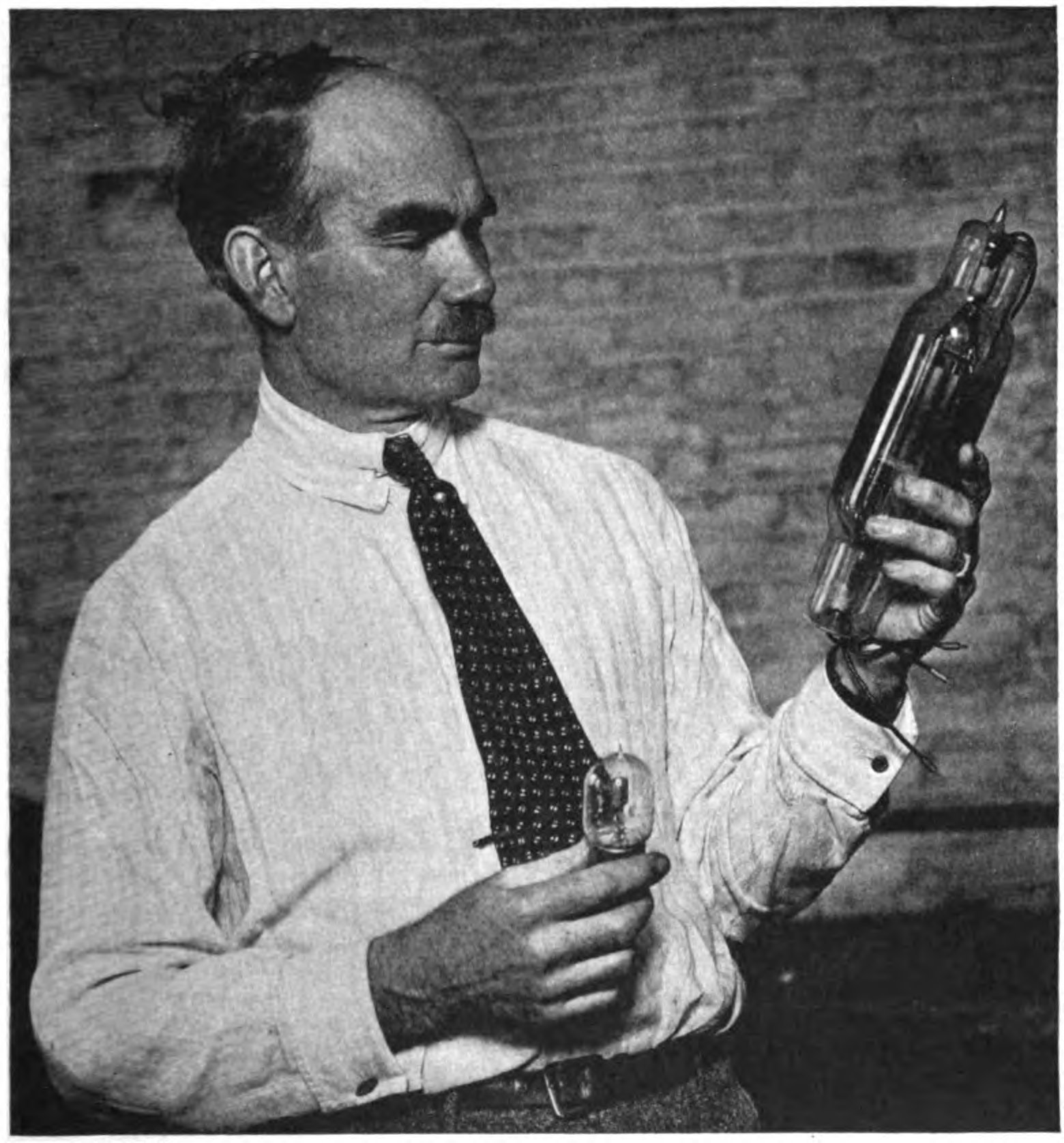
De Forest (między 1914 a 1922) z dwiema lampami audionowymi: 1-watowa (L) i 250-watowa (P), którą nazywał on oscillion

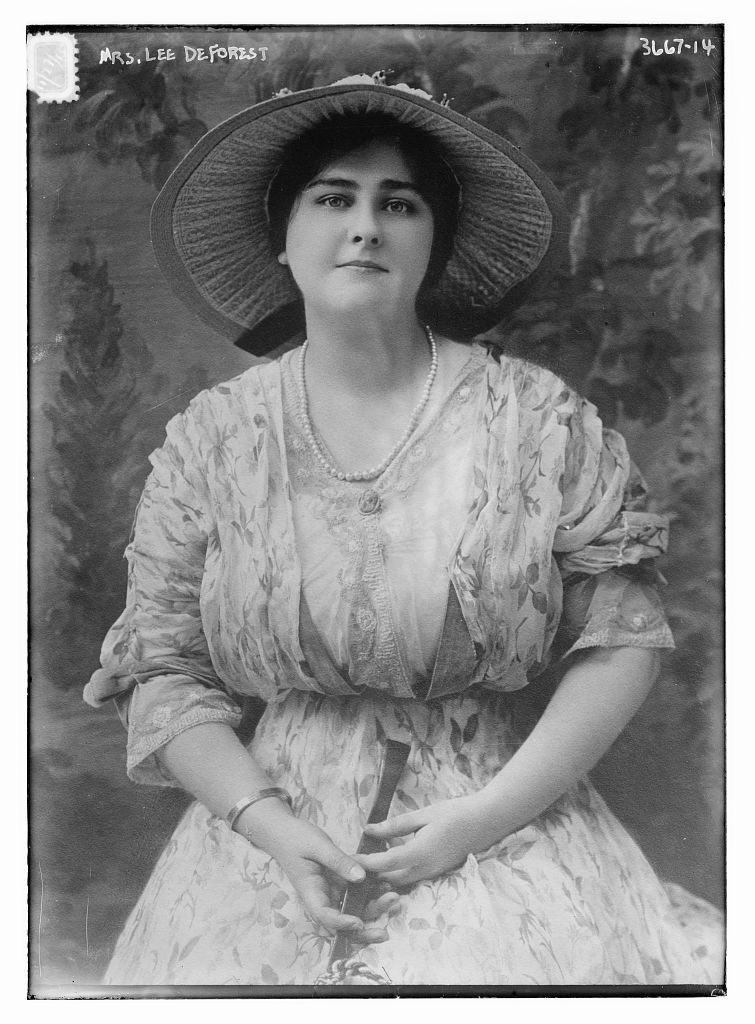
Mary Mayo, trzecia żona De Foresta

## Życiorys
De Forest był synem duchownego protestanckiego, rektora Talladega College (w latach 1879–1896), szkoły dla Afroamerykanów w rasistowskiej wówczas Alabamie. Wychował się w warunkach ostracyzmu społecznego ze strony białych; w dzieciństwie przyjaciół wybierał sobie wyłącznie spośród czarnoskórych. Od dzieciństwa zafascynowany był techniką, a pierwszych wynalazków dokonał jako trzynastolatek. W 1893 roku – wbrew woli ojca, który chciał, by syn wybrał karierę duchownego – De Forest wstąpił do Sheffield Scientific School na Uniwersytecie Yale. W 1899 roku obronił tam pracę doktorską z fizyki. Zainteresował się wtedy zjawiskami elektrycznymi, w szczególności zagadnieniem propagacji fal elektromagnetycznych, w którym osiągnięcia odnotowali wówczas Heinrich Hertz i Guglielmo Marconi. Jego praca doktorska Reflection of Hertzian Waves from the Ends of Parallel Wires była prawdopodobnie pierwszą w dziejach Stanów Zjednoczonych rozprawą o tematyce związanej z radiem.
Po ukończeniu studiów De Forest podjął pierwszą pracę w Western Electric Company w Chicago. W tamtym czasie skonstruował elektrolityczny detektor fal Hertza, który odniósł umiarkowany sukces. W 1902 roku wraz z kilkoma wspólnikami założył De Forest Wireless Telegraph Company i zajął się propagowaniem nowej techniki radiowej na publicznych pokazach dla przedsiębiorców, prasy i wojska. W 1906 roku przedsiębiorstwo stało się niewypłacalne, co było spowodowane tym, że partnerzy biznesowi De Foresta dwukrotnie go oszukali.
W 1910 roku De Forest zorganizował i przeprowadził pierwszą transmisję radiową z Metropolitan Opera House w Nowym Jorku.

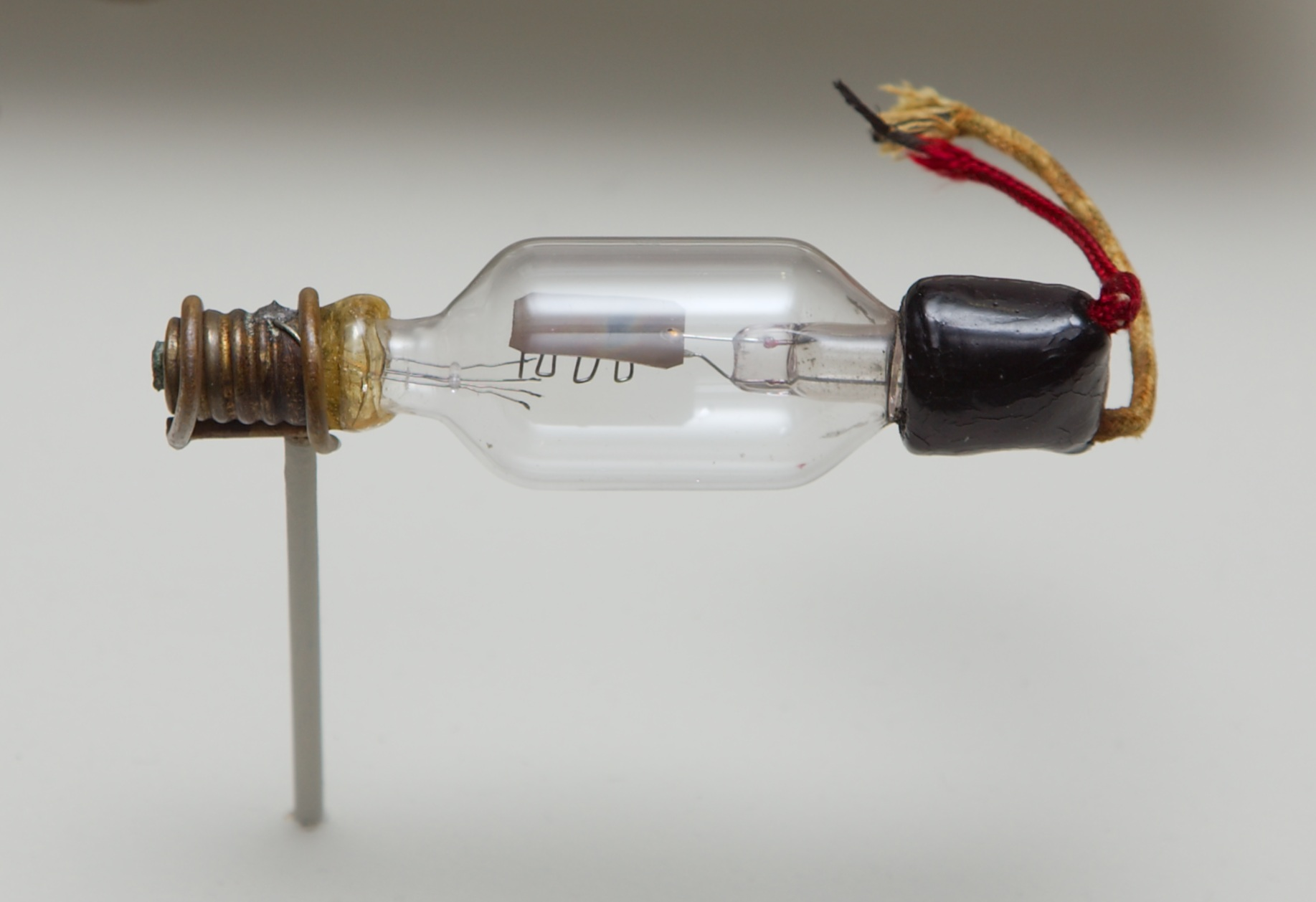
Audion De Foresta z 1906

W 1920 roku De Forest rozpoczął pracę nad stworzeniem systemu rejestracji i reprodukcji dźwięku dla potrzeb filmu. System ten, nazwany Phonofilm, był demonstrowany w kinach w latach 1923–1927. System działał, jednak jakość odtwarzanego dźwięku była kiepska, toteż nie odniósł on sukcesu.
W latach 30. De Forest skonstruował Audion – medyczne urządzenia do diatermii. Podczas II wojny światowej prowadził tajne badania wojskowe w Bell Telephone Laboratories. Jako jeden z „ojców radia” De Forest był wspierany, bezskutecznie, w otrzymaniu przez niego Nagrody Nobla.
Choć w ciągu swego życia De Forest miał wielu pracodawców, to zasadniczo był indywidualistą i większość wynalazków stworzył poza pracą etatową. De Forest, mający skomplikowaną osobowość, był zamknięty w sobie i dręczony był wątpliwościami, niezdecydowaniem i egocentryzmem. Trzykrotnie rozwiedziony, w czwartym małżeństwie z Marią Mosquini pozostawał w związku od 1930 roku aż do swej śmierci w 1961 roku.
W 1922 roku otrzymał Medal Honorowy Instytutu Inżynierów Radiowych (później Instytut Inżynierów Elektryków i Elektroników) za wynalezienie trójelektrodowego wzmacniacza i wkład w rozwój łączności radiotelefonicznej, a w 1946 roku Medal Edisona za „pionierskie osiągnięcia w technice radiowej i wynalazek lampy próżniowej sterowanej w siatce o wielkich skutkach technicznych i społecznych”. W 1960 roku, podczas 32. ceremonii wręczenia Nagród Akademii Filmowej, wyróżniono De Foresta Honorowym Oscarem za „wynalazki, które pozwoliły na umieszczenie dźwięku w filmach”.
De Forest zmarł jako ubogi człowiek, mając na swoim rachunku bankowym zaledwie 1250 USD. Został pochowany na cmentarzu San Fernando Mission w Los Angeles.

## Poglądy polityczne
De Forest był konserwatywnym republikaninem i żarliwym antykomunistą oraz antyfaszystą. W 1932 roku, podczas Wielkiego Kryzysu, głosował na Franklina Roosevelta, ale później miał do niego urazę, nazywając go „pierwszym faszystowskim prezydentem Ameryki”. W 1949 roku „Wysłał listy do wszystkich członków Kongresu, wzywając ich do głosowania przeciwko medycynie uspołecznionej, mieszkalnictwu subsydiowanemu przez rząd federalny i podatkowi od nadmiernych zysków”. W 1952 roku napisał do nowo wybranego wiceprezydenta Richarda Nixona, wzywając go do „prowadzenia z nową energią waszej dzielnej walki o wyeliminowanie komunizmu ze wszystkich gałęzi naszego rządu”. W grudniu 1953 roku zrezygnował z prenumeraty konserwatywnego „The Nation”, zarzucając mu, że jest „pełzający komunizm”.